# 244 a.C.

## Eventos
- Vigésimo-primeiro ano da Primeira Guerra Púnica.
- Aulo Mânlio Torquato Ático e Caio Semprônio Bleso, pela segunda vez, cônsules romanos.
- 134a olimpíada; Alcides da Lacônia foi o vencedor do estádio.[1]